# جائزة ناسا للإنجاز الجماعي
جائزة ناسا للإنجاز الجماعي (جي أي أي) هي جائزة تمنحها وكالة ناسا لمجموعات من الموظفين الحكوميين أو غير الحكوميين تقديراً لإنجازاتهم المساهمة في مهمة ناسا. معايير الحصول على جائزة الإنجاز الجماعي هي: 
1. جودة النتائج ومستوى تأثير الوكالة أو المراكز المتعددة على البرامج أو العمليات؛
2. الإدارة الفعالة للتكلفة والجدول الزمني؛
3. رضا العملاء؛
4. نمو الفريق والقدرة على المساهمة في المستقبل (الموظفون الحكوميون فقط)؛
5. قروض إضافية لتطوير الأساليب المبتكرة، واستخدام بنوك بيانات الدروس المستفادة والمساهمات فيها، و / أو
6. النجاح في الاستجابة للأزمات غير المتوقعة.